# Коммуна (Дербентский район)
Комму́на — село в Дербентском районе Республики Дагестан. Входит в состав сельского поселения «Рубасский сельсовет».

## География
Населённый пункт расположен в Приморской низменности, в 12 км к юго-западу от города Дербент, по обоим берегам реки Рубас.

## История
Селение возникло в начале 1930-х годов как отсёлок села Хошмензиль. В нём было размещено одно из отделений колхоза «III Инернационал», по которому и населённый пункт первоначально получил название хутор III Инернационал.

## Население
| 1939 | 1970 | 1989 | 2002 | 2010  | 2021  |
| ---- | ---- | ---- | ---- | ----- | ----- |
| 119  | ↗438 | ↗579 | ↗867 | ↗1093 | ↗1135 |

Национальный состав
По результатам Всероссийской переписи населения 2021 года:
| Народ         | Численность, чел. | Доля от всего населения, % |
| ------------- | ----------------- | -------------------------- |
| азербайджанцы | 883               | 77,80 %                    |
| агулы         | 46                | 4,05 %                     |
| табасараны    | 36                | 3,17 %                     |
| другие        | 170               | 14,98 %                    |
| всего         | 1135              | 100 %                      |

## Достопримечательности села
- Поселение эпохи бронзы.
- Курганы сер. I тыс. до н. э. (26 курганов — близ села).
- Рубасская фортификация Сасанидского Ирана. Построена в VI веке. В X веке уничтожена селем, пришедшим с севера[8], возможно, после землетрясения[9].